# Diostracus tarsalis
Diostracus tarsalis är en tvåvingeart som beskrevs av Sadao Takagi 1968. Diostracus tarsalis ingår i släktet Diostracus och familjen styltflugor. Inga underarter finns listade i Catalogue of Life.